# ستو كوم كوي (كامبريدجشير)
ستو كوم کوي (كامبريدجشير) (بالإنجليزية: Stow cum Quy) هي قرية و أبرشية مدنية تقع في المملكة المتحدة في إنجلترا. يقدر عدد سكانها بـ 426 نسمة .